# Talayan
Talayan is een gemeente in de Filipijnse provincie Maguindanao op het eiland Mindanao. Bij de laatste census in 2007 had de gemeente bijna 26 duizend inwoners.

## Geografie

### Bestuurlijke indeling
Talayan is onderverdeeld in de volgende 15 barangays:
| - Binangga North - Binangga South - Boboguiron - Damablac - Fugotan - Fukol - Katibpuan - Kedati | - Lanting - Linamunan - Marader - Talayan - Tamar - Tambunan I - Timbaluan |

## Demografie
Talayan had bij de census van 2007 een inwoneraantal van 25.753 mensen. Dit zijn 7.376 mensen (22,3%) minder dan bij de vorige census van 2000. De gemiddelde jaarlijkse groei komt daarmee uit op 3,41%, hetgeen geheel afwijkt van het landelijk jaarlijks gemiddelde over deze periode (2,04%) wegens de verkleining van de gemeente in 2003. Vergeleken met de census van 1995 is het aantal mensen met 3.377 (11,6%) afgenomen.

De bevolkingsdichtheid van Talayan was ten tijde van de laatste census, met 25.753 inwoners op 143,84 km², 179 mensen per km².